# Christophe Cessieux
 (février 2019).
Si vous disposez d'ouvrages ou d'articles de référence ou si vous connaissez des sites web de qualité traitant du thème abordé ici, merci de compléter l'article en donnant les références utiles à sa vérifiabilité et en les liant à la section « Notes et références ».
Christophe Cessieux, né le 20 avril 1965, est un journaliste sportif français originaire de Nice.

## Biographie
Christophe Cessieux commence sa carrière de journaliste en 1990 à la télévision sur La Cinq puis sur LCI.
Ensuite, il rejoint Europe 1 en 1994 où il travaille pour le service des sports, il couvre de grandes compétitions sportives et est chroniqueur dans l'émission Europe Sport.
En 2001, Christophe Cessieux quitte Europe 1 pour RMC Info. Sur RMC, il présente RMC Sport jusqu'en 2004 avec Alexandre Delpérier et François Pesenti. Il accompagne aussi Luis Fernandez lors de la première saison de Luis attaque avec François Pesenti.
En 2004, Alain Weill le président de RMC nomme Christophe Cessieux rédacteur en chef de la station.
Après une longue absence de l'antenne, il présente le 30' de RMC Sport en février 2007. Il présente l'Intégrale Sport chaque weekend depuis mai 2008.
De janvier 2011 à juin 2011, il coanime Direct Laporte avec Bernard Laporte et Denis Charvet. Depuis 2014, il coanime Les Grandes Gueules du Sport avec Serge Simon (2014-2016) puis Sarah Pitkowski (2017-). De 2015 à décembre 2016, il anime de nouveau Direct Laporte avec Bernard Laporte.
Il anime également le Super Moscato Show au côté de Vincent Moscato lors des absences de Pierre Dorian.
De 2016 à 2018, il anime Entre Les Potos, un nouveau magazine sur l’actualité du rugby, sur SFR Sport 2, nouvelle chaîne détentrice des droits télé du Championnat d'Angleterre de rugby à XV en France. En mars 2016 il souhaite lancer avec son meilleur ami Christophe Paillet une nouvelle émission appelée "Chris au carré". Projet qui sera abandonné faute de financement. De janvier 2017 à juin 2018, il présente les émissions qui ont remplacé Direct Laporte à la suite du départ de Bernard Laporte de RMC : Direct Rugby le lundi de 20 h à 21 h, avec Thomas Lombard et Sébastien Chabal, et Total Sport le dimanche de 18 h à 20 h avec Olivier Girault. En 2018, les émissions Entre Les Potos et Direct Rugby sont remplacées par une nouvelle version de l'émission Entre Les Potos désormais diffusée à la fois sur la radio RMC et à la télévision sur RMC Sport 2. Total Sport est également remplacée par l'émission RMC Sport Show.
En 2020, il cède la présentation des Grandes Gueules à Jean-Christophe Drouet.